# Sohrol
Sohrol (persiska: سهرقه, سهرل) är en ort i Iran.   Den ligger i provinsen Östazarbaijan, i den nordvästra delen av landet, 500 km nordväst om huvudstaden Teheran. Sohrol ligger 1 545 meter över havet och antalet invånare är 209.
Terrängen runt Sohrol är kuperad norrut, men söderut är den platt.Runt Sohrol är det ganska glesbefolkat, med 27 invånare per kvadratkilometer. Närmaste större samhälle är Soofian, 19,1 km väster om Sohrol. Trakten runt Sohrol består i huvudsak av gräsmarker.